# شرمان جوشي
شرمان جوشي مواليد 28 أبريل 1979 في مومباي، هو ممثل هندي بدأ مسيرته الفنية عام 1999.

## الأعمال
- 2009: ثلاثة بلهاء (الدور: راجو)

## وصلات خارجية
- شرمان جوشي على موقع IMDb (الإنجليزية)
- شرمان جوشي على موقع ألو سيني (الفرنسية)
- شرمان جوشي على موقع ميوزك برينز (الإنجليزية)
- شرمان جوشي على موقع أول موفي (الإنجليزية)
- شرمان جوشي على موقع قاعدة بيانات الفيلم (الإنجليزية)
- شرمان جوشي على موقع كينوبويسك (الروسية)